# 玛丽娜·迪贾科莫
玛丽娜·迪贾科莫（義大利語：Marina di Giacomo，1976年1月9日—），阿根廷女子曲棍球运动员。她曾代表阿根廷国家队参加2004年夏季奥林匹克运动会曲棍球比赛，获得一枚铜牌。